# 임남희
임남희는 대한민국의 MBC의 PD(프로듀서)이다. 

## 학력
- 1988 ~ 1992 : 서울대학교 불어불문학과 학사

## 경력
2011.08
제3대 한국모유 수유넷 홍보대사
MBC 시사교양국 프로듀서
MBC 콘텐츠협력센터장

## 주요 연출작
생방송 화제집중, 설날 특집 다큐멘터리 2부작 '21세기 음식대전', 후지TV 공동제작 8.15특집 2부작 '한일 이십대', PD수첩, 타임머신, 사과나무 등
방송
MBC 스페셜 - 엄마 품의 기적, 캥거루케어
방송
MBC 스페셜 '행복'
방송
MBC 7옥타브
방송
MBC 생방송 화제집중
방송
MBC 한일공동제작 다큐멘터리 이십대
방송
MBC 특집다큐멘터리 21세기 음식대전

## 수상
1998 <화제집중 생방송6시> 한국여성민우회 푸른미디어 가족상
2000 다큐멘터리<21세기 음식대전> 방송위원회 이달의 좋은 프로그램 
2010
불만제로 제22회 한국PD대상 TV 교양 정보 부문 작품상
2015 다큐멘터리 <영등포의 두 아기> 휴스턴 국제영화제 골든어워즈